# Comtat de Châtenois
El comtat de Chàtenois fou una jurisdicció feudal del Sacre Imperi Romanogermànic a Alsàcia. El Châtenois és esmentat per primer cop el 912 quan hi va fer nit Carles el Simple (3 de febrer del 912) venint de Rouffach, i va confirmar privilegis a l'abadia d'Andlau.
El Châtenois, i la Val de Villé, La Vancelle o Scherwiller, eren part dels dominis dels Eticònides d'Alsàcia. Vers el 1000 pertanyia a Werner d'Ortenberg que era un membre secundari de la família. A la meitat del segle XI el tenia Gerard IV de Metz del que va passar al seu fill elegit duc de Lorena com Gerard I i només parent llunyà del Gerard que tenia el comtat d'Egisheim. Llavors la frontera era a Giessen i a la riba dreta i havia els castell de Frankenbourg (Altenberg) i el Châtenois (encara que aquest no està testimoniat). Gerard posseïa també terres al Petit-Rombach a Sainte-Croix-aux-Mines.
El territori fou cedit com altres d'Alsàcia, als arquebisbes d'Estrasburg que el 1297 van donar el castell de Châtenois en feu a la família dels Echéry que el van posseir fins a l'extinció de la nissaga el 1381 retornant llavors a l'arquebisbe.